# 空母错
空母错也作空姆错（藏語：གོང་མོ་མཚོ།，威利转写：gong mo mtsho，THL：Gongmo Tso，藏语拼音：Kongmo Co）位于中国西藏自治区山南市浪卡子县境内，地处浪卡子县西北部，羊卓雍错西部。湖面海拔4441.6米，面积40.4平方公里。湖泊北部经一狭长水道与羊卓雍错相连，有时也被认为是羊卓雍错的一部分。